# 吉安尼·阿梅利奥
吉安尼·阿梅利奧（義大利語：Gianni Amelio，1945年1月20日—）是一位意大利电影导演。

## 生平
1945年出生在意大利卡坦札罗省马吉萨诺，父亲在他出生后迁居到阿根廷，他自小和母亲祖母生活，从小缺失的父爱影响了他后来的电影作品。在墨西拿学习哲学后，开始热衷电影。1965年后迁居到罗马，开始担任导演助理。1995年担任戛纳电影节评委。2009年至2012年担任都灵电影节导演。

## 传记
- Academic article on Lamerica, See link: https://www.academia.edu/3379912/Inside_the_Beasts_Cage_Gianni_Amelios_Lamerica_and_the_Dilemmas_of_Post-1989_Leftist_Cinema （页面存档备份，存于）
- Raccontare i sentimenti. Il Cinema di Gianni Amelio, a cura di Sebastiano Gesù, Giuseppe Maimone Editore, Catania 2008 ISBN 978-88-7751-274-1